# Lucin (powiat garwoliński)
Lucin – wieś w Polsce położona w województwie mazowieckim, w powiecie garwolińskim, w gminie Garwolin.
Administracyjnie wieś wchodzi w skład sołectwa Lucin-Natalia, które w roku 2023 liczyło 532 mieszkańców.
| SIMC    | Nazwa   | Rodzaj    |
| ------- | ------- | --------- |
| 0671013 | Natalia | część wsi |

W latach 1975–1998 miejscowość należała administracyjnie do województwa siedleckiego.
Wierni Kościoła rzymskokatolickiego należą do parafii Przemienienia Pańskiego w Garwolinie.